# Museum De Lakenhal

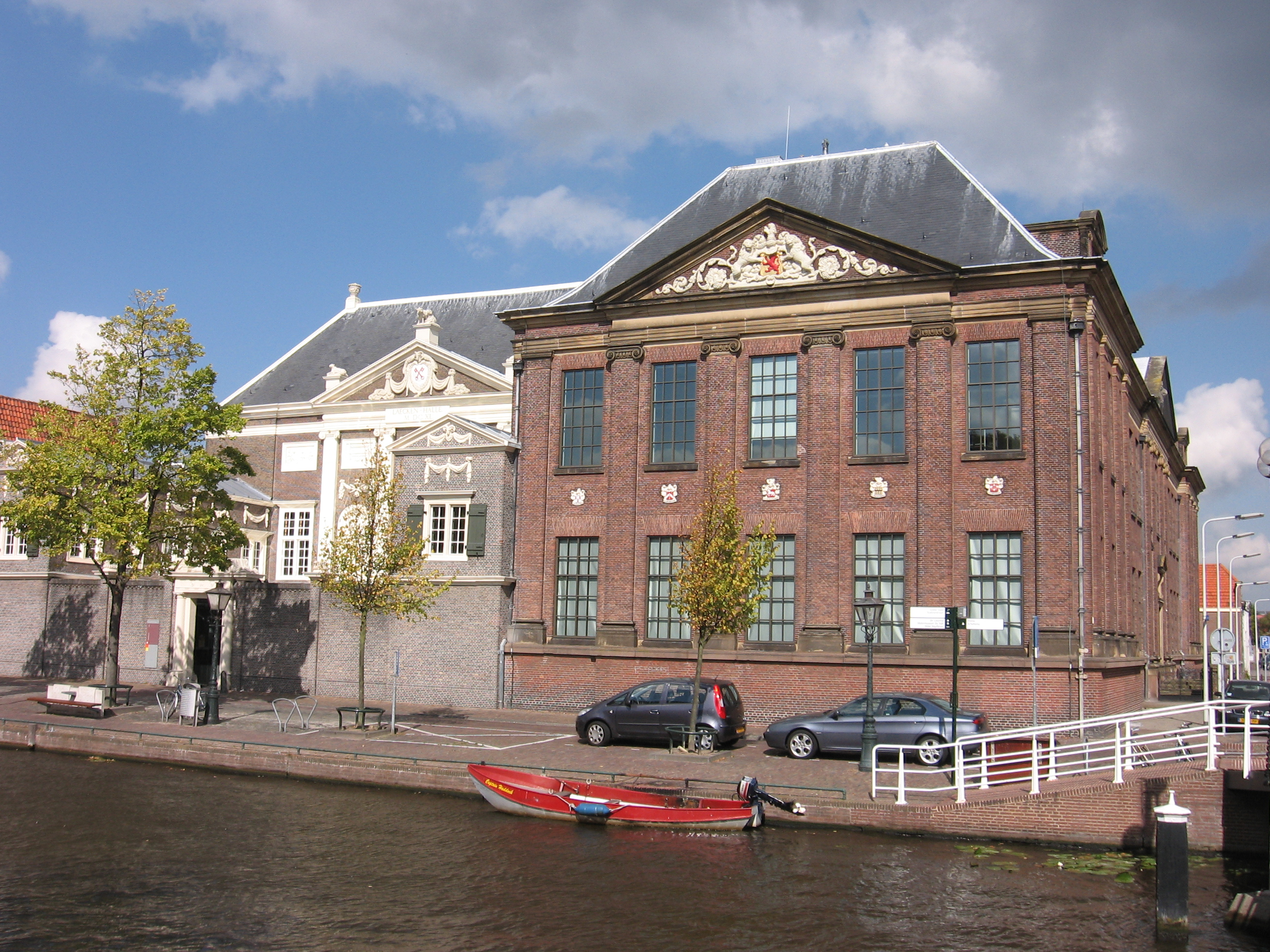
Museum De Lakenhal

Das Museum De Lakenhal (Stedelijk Museum de Lakenhal) ist das städtische Museum für Kunst und Geschichte im niederländischen Leiden. Nach Renovierungs- und Erweiterungsarbeiten wurde das Museum am 20. Juni 2019 wieder eröffnet.

## Geschichte
Das Gebäude der Lakenhal (Tuchhalle) wurde 1640 von Arent van 'Gravesande als Gewandhaus für die Tuchhändler erbaut. Das Museum wurde 1874 als Städtisches Museum (Stedelijk Museum) gegründet, in dem die städtischen Kunstsammlungen von Leiden aufbewahrt werden.

## Sammlungen
Bekannt ist das Museum für seine Sammlung und Ausstellung von Gemälden des goldenen Zeitalters und der Leidener Schule der Leidseplein fijnschilders. Der Saal für die Ansicht und Einschätzung der angelieferten Tücher, die Staalmesterskamer, und die große Versammlungshalle, in der Streitfälle verhandelt wurden, sind zu besichtigen. Dort befinden sich große Gemälde von Isaac van Swanenburg mit Darstellungen der Tuchfertigung noch an den gleichen Stellen, wie zur Einrichtung der Lakenhal. Ein weiteres übergroßes Gemälde von Carel de Moor zeigt die Inspektoren bei ihrer Arbeit in einem großen hölzernen Rahmen verziert mit ihren Familienwappen. Dieses Gemälde wird flankiert von drei historischen Allegorien der Stadt Leiden von Abraham Lambertsz van den Tempel.
Die von den Zerstörungen im Reformierten Bildersturm des Jahres 1566 verschont gebliebenen Altarbilder und religiösen Kunstwerke wurden 1572 offiziell vom Staat übernommen. Diese wurden im Museum De Lakenhal aufbewahrt. Ferner zeigt das Museum einen Nachbau einer statie, einer katholischen Missionsstation aus der Zeit nach der Reformation. Die Bezeichnung Missionsstation bezog sich nach der Reformation auf die im Verborgenen arbeitenden katholischen Kirchen während des Beginns der Niederländischen Republik.

## Restaurierung und Erweiterung des Museums (2016 – 2019)
Ende 2009 stellte die Gemeinde Leiden 13,5 Millionen Euro für die Restaurierung des Nationaldenkmals De Laecken-Halle von 1642 und die Erweiterung mit einem neuen Flügel im Museumsgarten zur Verfügung. Um Mittel für den Neubau und die Restaurierung zu beschaffen, wurde außerdem 2011 die Lucas van Leyden-Patronage unter dem Vorsitz des ehemaligen Kulturministers L.C. Brinkman wieder ins Leben gerufen. Im Jahr 2016 stimmte der Leidener Stadtrat zu, weitere 3,2 Millionen Euro für die Renovierung des Gebäudes bereitzustellen, zusätzlich zu den 16 Millionen Euro, die bis dahin genehmigt worden waren. Die Notwendigkeit dafür ergab sich daraus, dass kein Bauunternehmer gefunden werden konnte, der bereit gewesen wäre, die Restaurierung zum ursprünglichen Preis abzuschließen. Im Oktober 2019 konnte die Renovierung des Museums beginnen. Mit den Arbeiten, die unter der Leitung des Londoner Restaurierungsarchitekten Julian Harrap und (für den Neubau) Happel Cornelisse Verhoeven Architects durchgeführt wurden, verfügt das Museum De Lakenhal über effizientere Räumlichkeiten für die Ausstellung der ständigen Sammlung, für die Organisation von Ausstellungen und für verschiedene öffentliche Einrichtungen. Mehr Aufmerksamkeit wurde den Produktionsprozessen und den sozialen Implikationen der historischen Leidener Tuchindustrie gewidmet. Aufgrund von Restaurierungs- und Erweiterungsarbeiten war das Museum vom 17. Oktober 2016 bis zum 20. Juni 2019 für die Öffentlichkeit geschlossen und wurde am 19. Juni 2019 von König Willem-Alexander offiziell wiedereröffnet.

### Architektonische Veränderungen durch die Renovierung
Das Dach des Vorplatzes, das dort 25 Jahre lang gestanden hatte, wurde entfernt und die Fassade restauriert. Auf diese Weise wurde ein Innenraum in einen Außenraum umgewandelt und das Gebäude ist wieder so, wie es ursprünglich im Jahr 1640 entworfen wurde.
Das ehemalige 'Achterplaets' (Hinterzimmer) wurde mit einem Glasdach überdacht, wodurch ein heller und großzügiger Raum entstand: „Damit erhielt das Museum einen zentral gelegenen Begegnungs- und Orientierungsraum, von dem aus die verschiedenen Gebäudeteile sichtbar und zugänglich sind.“
Um Platz für das geräumige „Achterplaets“ (Hinterzimmer) zu schaffen, musste die „Joristrap“ (Joris-Treppe), die dort seit dem 19. Jahrhundert stand, abgerissen werden. Sie wurde stattdessen an der Westseite der Laeckenhalle aufgestellt. Dieser Eingriff in die Gebäudestruktur wurde von den Denkmalpflegern zunächst kritisiert, aber durch die Intervention des leitenden Regierungsarchitekten („Rijksbouwmeester“) durfte sie doch entfernt und an anderer Stelle im Museum installiert werden.
Die großen bogenförmigen Öffnungen im Laecken-Saal, die seit dem 17. Jahrhundert zu den Galerien führten, wurden wieder niedriger gemacht, genau wie die niedrigen Türöffnungen, die es ursprünglich im Museum gab. Dies verleiht den einzelnen Räumen ein intimeres Aussehen.
In einem der Räume des Museums befindet sich eine ehemalige Schuilkerk. Vor der Restaurierung war dieser Raum ziemlich dunkel. Bei den vorbereitenden Arbeiten für die Restaurierung wurden drei verlorene Fenster wiedergefunden, und die Leidener Künstlerin Iemke van Dijk entwarf  ein Buntglas-Triptychon dafür.
An der Westseite des bisherigen Museumsgebäudes wurde ein neues Gebäude angebaut. Damit stehen nun 2500 Quadratmeter neue Fläche für Ausstellungen und das Museumscafé zur Verfügung. Außerdem wurden in den oberen Etagen die Museumsbibliothek und Personalräume eingerichtet. An der Lammermarktseite des Gebäudes wurde auf der Außenseite der Fassade ein Muster aus Ziegelsteinen angebracht, das sich auf die früher in Leiden wichtige Stoffweberei bezieht.
Die Kommentatoren sind sich einig, dass die Restaurierung sehr gelungen ist: „Restaurierung, Erweiterung und Inneneinrichtung schmieden das Museum De Lakenhal zu einem Ganzen, in dem Vergangenheit und Gegenwart mühelos ineinandergreifen. Architektur, Sammlung und Geschichte verstärken sich gegenseitig, und gemeinsam erzählen sie die vielen Geschichten des Museums.“ „Mit diesem Ansatz ist es Happel Cornelisse Verhoeven und Julian Harrap Architects überdies auch gelungen, die Qualitäten der verschiedenen Gebäudeteile wieder hervorzuheben. Raum, Kunst, Licht und Material sind im Gleichgewicht und erzählen gemeinsam die Geschichte des Museums. Auf diese Weise nimmt das Gebäude die Besucher mit auf eine spannende Reise durch alle Schichten der Zeit.“

## Wiedereröffnung und Kritik
Unmittelbar nach der Wiedereröffnung des Museums gab es viel Kritik, dass zu wenig zeitgenössische Kunst im Museum ausgestellt sei und dass insbesondere Leidener Künstler nicht angemessen im Museum vertreten seien. Dies wurde insbesondere durch Fer Hakkaart, Frans de Wit und durch die Künstlervereinigung Ars Aemula Naturae zum Ausdruck gebracht. Doch im Rahmen der Renovierungsarbeiten beauftragte das Museum 10 zeitgenössische Künstler, neue Werke speziell für das Museum zu schaffen. Vier der zehn Künstler kamen aus Leiden: Ankie Stoutjesdijk, Ilja Leonard Pfeijffer, Thomas Raat und Iemke van Dijk.

## Openair Museum De Lakenhal im Jahr 2017: 100 Jahre nach De Stijl
1917 hatte Theo van Doesburg in Leiden erstmals seine Zeitschrift De Stijl veröffentlicht. Die Niederlande feierten das Jubiläumsjahr 2017 unter dem Motto "Mondrian to Dutch Design". 100 Jahre De Stijl" mit einem vielfältigen Ausstellungs- und Veranstaltungsprogramm. Da das Museum zu dieser Zeit wegen Restaurierungsarbeiten für die Öffentlichkeit geschlossen war, wurden die Künstler und Kuratoren Iemke van Dijk und Guido Winkler beauftragt, einen Plan für ein "Open Air Museum: 100 Jahre nach De Stijl" zu entwerfen und zu realisieren. Die Kuratoren verwendeten einen Teil des Gemäldes Komposition in Linie (Compositie in lijn) von Piet Mondriaan als Grundriss für die Ausstellung und die Künstler fertigten ihre Wandbilder vor Ort im Pieterskerkhof in Leiden speziell für diese Ausstellung an. Die aufgestellten Wände waren über einen Meter dick, 2,80 Meter hoch und hatten unterschiedliche Längen. In unmittelbarer Nähe, auf dem Gerechtsplein, war ein Modell des von Theo van Doesburg und dem Architekten Cornelis van Eesteren 1923 entworfenen "Maison d'artiste" zu sehen. Die Ausstellung Open Air Museum: 100 Jahre nach De Stijl fand vom 2. Juni bis 27. August 2017 statt und zog insgesamt 60.000 Besucher an.